# پلی‌نزی ۸۱۲۰۳
سیارک ۸۱۲۰۳ (به انگلیسی: 81203 Polynesia، نامگذاری:2000FQ10) هشتاد و یک هزار و دویست و سومین سیارک کشف شده‌است که در ۲۳ مارس ۲۰۰۰ کشف شد.